# ملپومن ۱۸

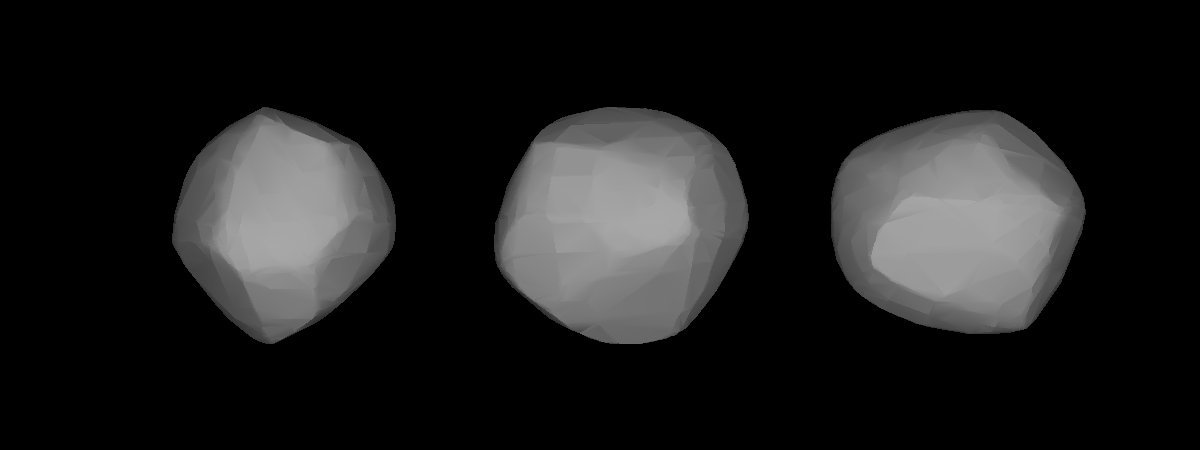
ملپومن۱۸

سیارک ۱۸ (به انگلیسی: 18 Melpomene) هجدهمین سیارک کشف شده است که در ۲۴ ژوئن ۱۸۵۲ و در لندن کشف شد.
قدر مطلق سیارک برابر ۶٫۵۱ است.